# Nantes Handball Féminin
Dernière mise à jour : 22 août 2024.
Le Nantes Handball Féminin est un club français féminin de handball basé à Nantes. Fondé en 1998 sous le nom de Nantes Atlantique Handball, il est renommé Neptunes de Nantes en 2021 avant de prendre son appellation actuelle en 2024 après le dépôt de bilan de son actionnaire principal (Groupe Réalités).
Son équipe professionnelle a évolué en Division 1 entre 2013 et 2024. En 2021, elle devient le premier club de sport collectif nantais à remporter une coupe d'Europe, la Ligue européenne, deuxième échelon continental.

## Histoire

### Nantes Loire Atlantique Handball

Logo du Nantes Loire Atlantique Handball.

Exclusivement réservé à la pratique du handball féminin, le Nantes Loire Atlantique Handball est créé en 1998 pour remplacer l'ASPTT Nantes qui a souhaité se retirer du « haut niveau ». Avec l'aval de la FFHB, des passerelles privilégiées sont jetées entre cette nouvelle structure et les clubs de Saint-Sébastien-sur-Loire et de l'ASPTT Nantes dont il reprend la place en Nationale 1 (D3).
La saison 2002/2003 est ponctuée par une accession en Championnat de France de Division 2 et par un changement à la présidence du club, Véronique Laime remplaçant Patrick Houry. Si le club termine dixième et obtient son maintien sur raison administrative en 2004, il retourne en Nationale 1 au terme de la saison 2004/2005. Voulant retrouver l'antichambre de l'élite nationale, l'équipe dirigeante mise tout sur une remontée immédiate mais met le club en difficultés financières, ce qui a failli amener la disparition du club. Patrick Houry fait alors son retour en janvier 2006 à la tête du club. Une politique de redressement et de formation, à moyen terme, voit alors le jour, mettant temporairement de côté les ambitions sportives du club qui se stabilise en Nationale 1.
En juin 2010, l'assemblée générale du club voit l'avènement d'une nouvelle équipe dirigeante autour d'Arnaud Ponroy et de Philippe Aubry. Peu après, Stéphane Moualek, ancien entraineur du HBC Nantes, est nommé à la tête de l'équipe fanion et l'expérimentée Maria Bals est recrutée en meneuse de jeu. En mécène, Arnaud Ponroy, président et actionnaire principal du Groupe Ponroy Santé, s'engage sur cinq ans, à raison de 200 000 euros par saison. L'objectif est d'atteindre l'élite nationale d'ici 2015 et dès la première saison, le club accède à la Division 2. Après une première bonne saison achevée à la 4e place, le club remporte finalement le titre en 2012-2013 et accède à la Division 1 féminine.
En 2014, le Nantes Loire Atlantique Handball obtient son maintien grâce à sa 7e place et se dote d'un Centre de Formation qui a pour vocation de former des jeunes joueuses aux exigences du handball de haut niveau tout en leur permettant de poursuivre leurs études ou formation professionnelle.
En 2014, le Tchèque Jan Bašný devient l'entraîneur principal du club qui termine la saison à la 5e place, synonyme d'une première qualification en coupe d'Europe en Coupe de l'EHF (C3). Mais le club est éliminé dès son entrée au 2e tour tandis qu'il termine le championnat à la 6e place. Pour la saison 2016-2017, si le club ne termine qu'à la 7e place en Championnat, il réalise un très beau parcours en Coupe de l'EHF (C3) : après avoir passé le trois tours préliminaires puis terminé en tête de sa poule en phase de groupe, il est éliminé en quart de finale par les Allemandes du TuS Metzingen. Non qualifié en coupe d'Europe pour la saison 2017-2018, le club peut se concentrer sur la scène nationale et atteint les demi-finales du Championnat, battu par le Metz Handball.

### Nantes Atlantique Handball

Logo du Nantes Atlantique Handball.

En 2018, en adéquation avec son nouveau projet (arrivée de l'entraîneur Frédéric Bougeant, déménagement à la salle Mangin-Beaulieu, volonté de faire de Nantes une équipe phare de LFH) et à l'aube de ses 20 ans, le club a décidé de changer de nom et de devenir le Nantes Atlantique Handball.
Néanmoins, les résultats sur le plan sportif ne sont pas atteints avec à mi-saison une 6e place en championnat, une élimination en Coupe de l'EHF et une remise en cause par les joueuses du coaching de Bougeant : il donne ainsi sa démission le 6 novembre 2018 qui a été acceptée par la direction du club. Guillaume Saurina assure l'intérim en compagnie de Loréta Ivanauskas jusqu'à l'arrivée en décembre du danois Allan Heine (da). Après une saison 2019-2020 tronquée à cause du Covid-19, c'est Guillaume Saurina qui devient l'entraîneur principal à l'intersaison.
En octobre 2020, le club, alors sous statut associatif, annonce la création d'une SAS nommée NAHB Pro dont le groupe Réalités devient l'actionnaire principal, aux côtés de l'association Nantes Atlantique Handball et d'Azimut, la société du président du NAHB Arnaud Ponroy. En janvier 2021, Yoann Choin-Joubert, PDG de Réalités, succède à Arnaud Ponroy à la présidence du club.
En mai 2021, Nantes Atlantique Handball remporte la Ligue européenne, le deuxième échelon continental, et devient le premier club de sport collectif nantais à remporter une coupe d'Europe.

### Neptunes de Nantes

Logo des Neptunes de Nantes.

Le mois suivant, le club dévoile sa nouvelle identité avec un nouveau nom, « Les Neptunes de Nantes », et un nouveau logo. Par ailleurs, le club et son actionnaire majoritaire, le Groupe Réalités, annoncent s'associer à la structure professionnelle du Volley-Ball Nantes à partir de la saison 2022-2023.
Entre-temps, la seconde saison de Guillaume Saurina à la tête du groupe est moins bonne : en février, les Nantaises sont éliminées dès la phase de groupes de la Ligue européenne et pointent à la 4e place du Championnat avec déjà 6 défaites en 16 journées. Saurina est alors remercié et est remplacée par la danoise Helle Thomsen qui avait été nommée adjointe de Saurina en décembre 2021 et qui sera confirmée à son poste en mai 2022.
Le club confirme ses bons résultats sportifs avec une troisième place en 2023 et 2024 derrière les inamovibles Metz Handball et Brest Bretagne Handball.
En novembre 2023, Réalités, l’actionnaire principal du club omnisports féminin handball et volley-ball, annonce chercher à ouvrir le capital à cause de la crise immobilière qui touche le groupe. Puis il annonce en juin 2024 qu'il allait se désengager du sport tout en assurant que les budgets étaient bouclés pour la saison 2024-2025. Pourtant le 31 juillet 2024, le club est finalement contraint de déposer le bilan et les Neptunes de Nantes déclare forfait en LFH et en Ligue européenne.

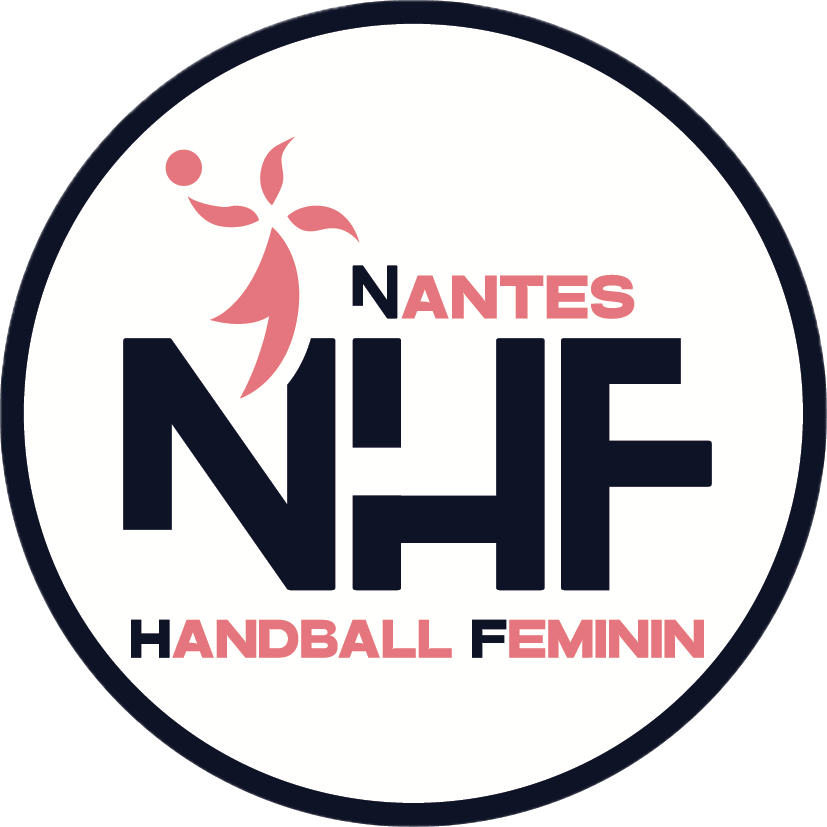
Logo du Nantes Handball Féminin

### Nantes Handball Féminin
Le 31 juillet 2024, le club des Neptunes de Nantes est brutalement mis en liquidation financière à la suite du retrait inattendu de son actionnaire principal (Réalités). Cette décision marque la fin d'une aventure de 26 ans, durant laquelle le club s'était hissé parmi les trois meilleures équipes françaises de handball féminin. 
Face à cette disparition annoncée, un groupe de dirigeants déterminés refuse de se résigner. Malgré un mois d'août tumultueux, ponctué d'efforts acharnés et d'incertitudes, une étape cruciale est franchie le 27 août : la Fédération Française de Handball officialise la création d'un nouveau club, le Nantes Handball Féminin (NHF). Celui-ci est autorisé à participer à la saison 2024-2025 du championnat de Division 2 Féminine, assurant ainsi la continuité du handball féminin de haut niveau à Nantes.
Dans ce contexte exceptionnel, le NHF ne tarde pas à se distinguer. L'équipe reste invaincue depuis le début du championnat et obtient, le 25 octobre, le statut VAP (Voie d’Accession au Professionnalisme), condition nécessaire pour envisager une montée en première division à l’issue de la saison.

## Résultats sportifs

### Palmarès
| Compétitions nationales | Compétitions internationales                            |
| --- | ------------------------------------------------------- |
| - Championnat de France - 3e en 2023 et 2024 - Coupe de France - Finaliste en 2021 - Championnat de France de Division 2 (1) - Champion en 2013 - Championnat de France de Nationale 1 (2) - Champion en 2003 et 2011 | - Ligue européenne (1) - Vainqueur en 2021 - 3e en 2024 |

### Bilan saison par saison
| Saison    | Championnat | Championnat         | Championnat         | Coupes d'Europe       | Entraîneur                         |
| Saison    | Div.        | S.R.                | Classement          | Coupes d'Europe       | Entraîneur                         |
| --------- | ----------- | ------------------- | ------------------- | --------------------- | ---------------------------------- |
| 2001-2002 | ?           | ?                   | ?                   | Non qualifié          | Florence Sauval                    |
| 2002-2003 | Nat. 1      | 1re place (poule 1) | 1re place (poule 1) | Non qualifié          | Florence Sauval                    |
| 2003-2004 | Div. 2      | 10e place           | 10e place           | Non qualifié          | Florence Sauval                    |
| 2004-2005 | Div. 2      | 11e place           | 11e place           | Non qualifié          | ?                                  |
| 2005-2006 | Nat. 1      | 3e place            | 3e place            | Non qualifié          | ?                                  |
| 2006-2007 | Nat. 1      | 4e place            | 4e place            | Non qualifié          | ?                                  |
| 2007-2008 | Nat. 1      | 3e place            | 3e place            | Non qualifié          | ?                                  |
| 2008-2009 | Nat. 1      | 4e place            | 4e place            | Non qualifié          | ?                                  |
| 2009-2010 | Nat. 1      | 6e place            | 6e place            | Non qualifié          | ?                                  |
| 2010-2011 | Nat. 1      | 1re place (poule 1) | 1re place (poule 1) | Non qualifié          | Stéphane Moualek                   |
| 2011-2012 | Div. 2      | 4e place            | 4e place            | Non qualifié          | Stéphane Moualek                   |
| 2012-2013 | Div. 2      | 1re place           | 1re place           | Non qualifié          | Stéphane Moualek                   |
| 2013-2014 | Div. 1      | 8e                  | 7e place            | Non qualifié          | Stéphane Moualek                   |
| 2014-2015 | Div. 1      | 5e                  | 5e place            | Non qualifié          | Jan Bašný                          |
| 2015-2016 | Div. 1      | 6e                  | 6e place            | C3 : 2e tour          | Jan Bašný                          |
| 2016-2017 | Div. 1      | 5e                  | 7e place            | C3 : 1/4 de finale    | Jan Bašný                          |
| 2017-2018 | Div. 1      | 5e                  | 4e place            | Non qualifié          | Jan Bašný                          |
| 2018-2019 | Div. 1      | 5e                  | 4e place            | C3 : 2e tour          | Frédéric Bougeant Allan Heine (da) |
| 2019-2020 | Div. 1      | 4e                  | PF ann.             | C3 : 3e tour          | Allan Heine (da)                   |
| 2020-2021 | Div. 1      | 5e                  | 5e                  | C3 : Vainqueur        | Guillaume Saurina                  |
| 2021-2022 | Div. 1      | 5e                  | 5e                  | C3 : Phase de groupes | Guillaume Saurina Helle Thomsen    |
| 2022-2023 | Div. 1      | 3e                  | 3e                  | C3 : 1/4 de finale    | Helle Thomsen                      |
| 2023-2024 | Div. 1      | 3e                  | 3e                  | C3 : 3e               | Helle Thomsen                      |
| 2024-2025 | Div. 2      | en cours            | en cours            | C3 : forfait          | Camille Comte                      |

## Saison actuelle

### Effectif professionnel
L'effectif de la saison 2023-2024 est :

## Personnalités du club

### Anciennes joueuses
Parmi les joueuses ayant évolué au club, on trouve :
- Orlane Ahanda : depuis 2011 (CDF)
- Floriane André : de 2018 (CDF) à 2024
- Marion Anti : de 2010 à 2014
- Camille Aoustin : de 2014 à 2015
- Camille Ayglon-Saurina : de 2018 à 2021
- Maria Bals : de 2010 à 2014
- Delphine Carrat : de 2000 à 2005
- Marion Callavé : de 2015 à 2017
- Pauline Coatanea : de 2012 à 2017
- Blandine Dancette : de 2017 à 2021
- Fabiana Diniz : de 2014 à 2015
- Awa Diop : de 2013 à 2014
- Maroua Dhaouadi : de 2012 à 2014
- Alissa Gomis : de 2012 à 2015
- Léna Grandveau : de 2021 à 2024
- Nathalie Hagman : de 2020 à 2023
- Tamara Horacek : de 2023 à 2024
- Anna Lagerquist : de 2022 à 2024
- Priscilla Marchal : de 2015 à 2017
- Rafika Marzouk : de 2012 à 2014
- Estelle Nze Minko : de 2013 à 2014
- Oriane Ondono : de 2021 à 2024
- Bruna de Paula : de 2020 à 2021
- Adrianna Płaczek : de 2019 à 2023
- Jelena Popović : de 2013 à 2015
- Agathe Quiniou : depuis 2024
- Jessica Ryde : de 2023 à 2024
- Esther Schop : de 2015 à 2017
- Jovana Stoiljković : de 2014 à 2017
- Carin Strömberg : de 2021 à 2024
- Katarina Tomašević : de 2013 à 2014

### Entraîneurs

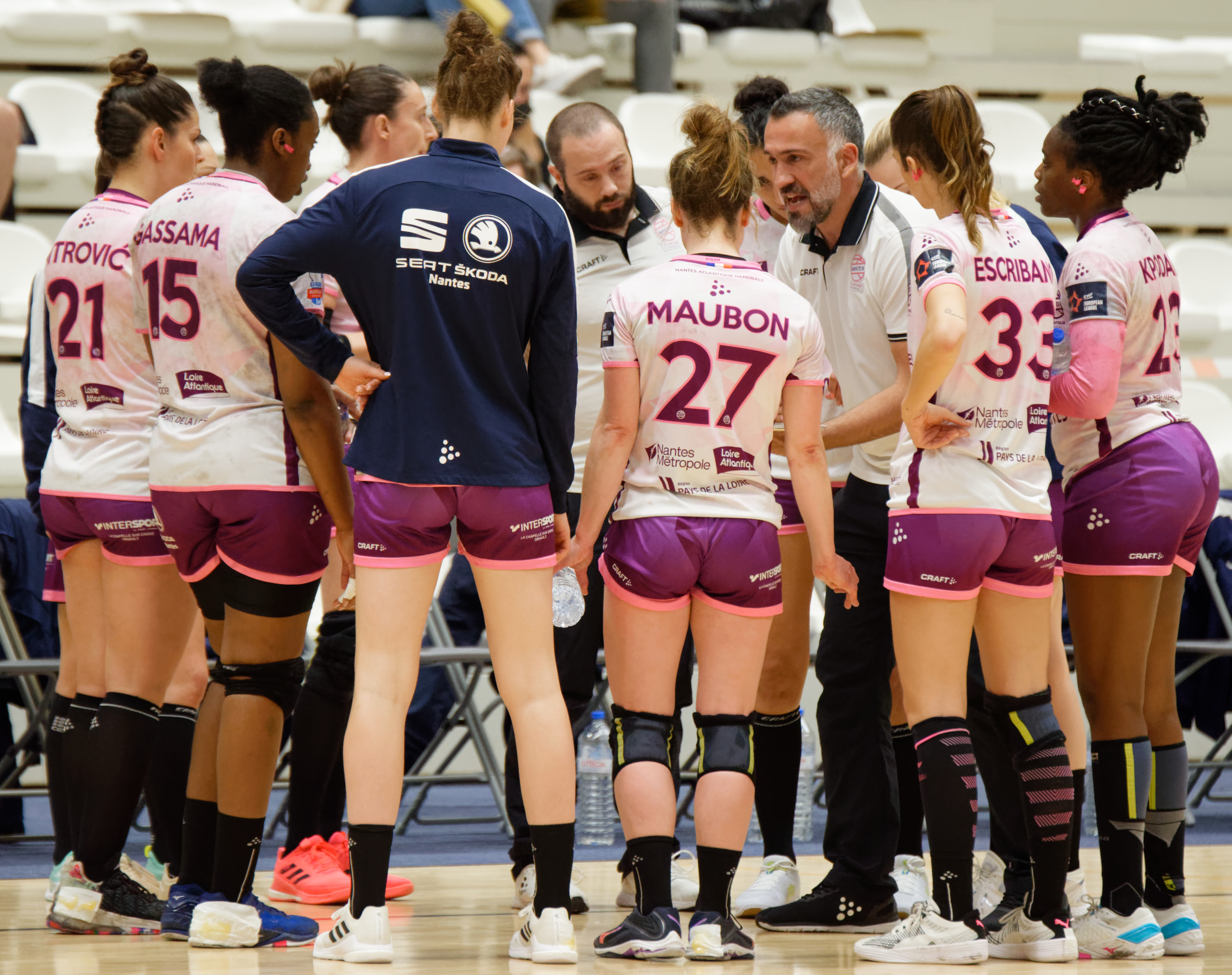
Guillaume Saurina (à droite) et Mathieu Lanfranchi (au centre)
lors d'un temps-mort en mai 2021.

Les entraîneurs et entraîneuses du club sont :
- inconnu : avant 2001
- Florence Sauval : de 2001 à 2004
- inconnu : de 2004 à 2010
- Stéphane Moualek : de 2010 à 2014
- Jan Bašný : de 2014 à 2018
- Frédéric Bougeant : de juin à novembre 2018
- Guillaume Saurina et Loréta Ivanauskas : intérim
- Allan Heine (da) : de décembre 2018 à 2020
- Guillaume Saurina : de 2020 à février 2022
- Helle Thomsen : de février 2022 à 2024
- Camille Comte : depuis 2024

### Présidents
Les présidents et présidente du club sont :
- Patrick Houry : de juin 1998 à juin 2003
- Véronique Laime : de juillet 2003 à janvier 2006
- Patrick Houry :  de février 2006 à juin 2010
- Philippe Aubry : de juillet 2010 à juin 2011
- Arnaud Ponroy : de juillet 2011 à janvier 2021
- Daniel Pellerin : janvier 2021 à avril 2024
- Pascal Gentil : depuis avril 2024

## Identité du club

### Historique du logo

Logo jusqu'en 2018.
Logo de 2018 à 2021.
Logo de 2021 à 2024.
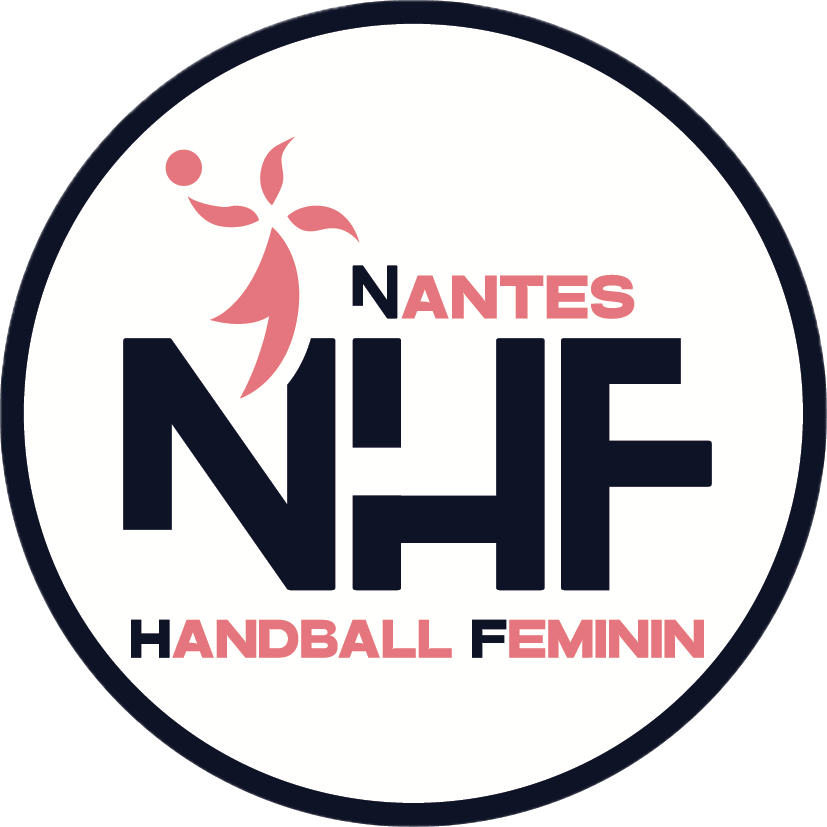
Logo 2024.

### Équipementiers
| Période           | Équipementier                | Refs   |
| ----------------- | ---------------------------- | ------ |
| ? – 2014/09       | Hummel                       | ,      |
| 2014/09 – 2020/07 | Kempa                        | ,      |
| 2020/07 – 2024    | CRAFT (Craft of Scandinavia) | [ 26 ] |